# Open Tarragona Costa Daurada 2007
L'Open Tarragona Costa Daurada 2007 è stato un torneo di tennis facente parte della categoria ATP Challenger Series nell'ambito dell'ATP Challenger Series 2007. Il torneo si è giocato a Tarragona in Spagna dal 1º ottobre 2007 su campi in Terra rossa.

## Vincitori

### Singolare
Alberto Martín ha battuto in finale  Peter Luczak con il punteggio di 6–4, 7–5

### Doppio
Marcel Granollers /  Santiago Ventura hanno battuto in finale  Pablo Andújar /  Daniel Muñoz de la Nava con il punteggio di 6–4, 7–6(3)